# ジョブ・ローテーション
ジョブ・ローテーション（英: job rotation）とは企業において社員の能力開発、ワークギャップの解消、モチベーション維持を行うことを目的として、多くの業務を経験させるために1人の人間を定期的に異動または転勤させること。これを行うということで社員は様々な視点で仕事を行うことができるようになるとともに、社員個人の適性を見極めることができるようにもなるというメリットが存在する。だがこれにはデメリットも存在しており、たとえば仕事の中に習得するためには多くの時間を費やすような技能が有ったとしても、短期間の異動の繰り返しによってそのような技能の習得が不利になるという事がある。
日本企業においてジョブ・ローテーションというのは、幹部候補となっている人材を短期間で異動させるという形式で行ってきており、このことから幹部候補となっている人材は様々な部門を経験するということで会社の全体像を知ることができるというわけである。

## 目的
1. 従業員教育
  1. 異動・転勤により、社員はより多才になる

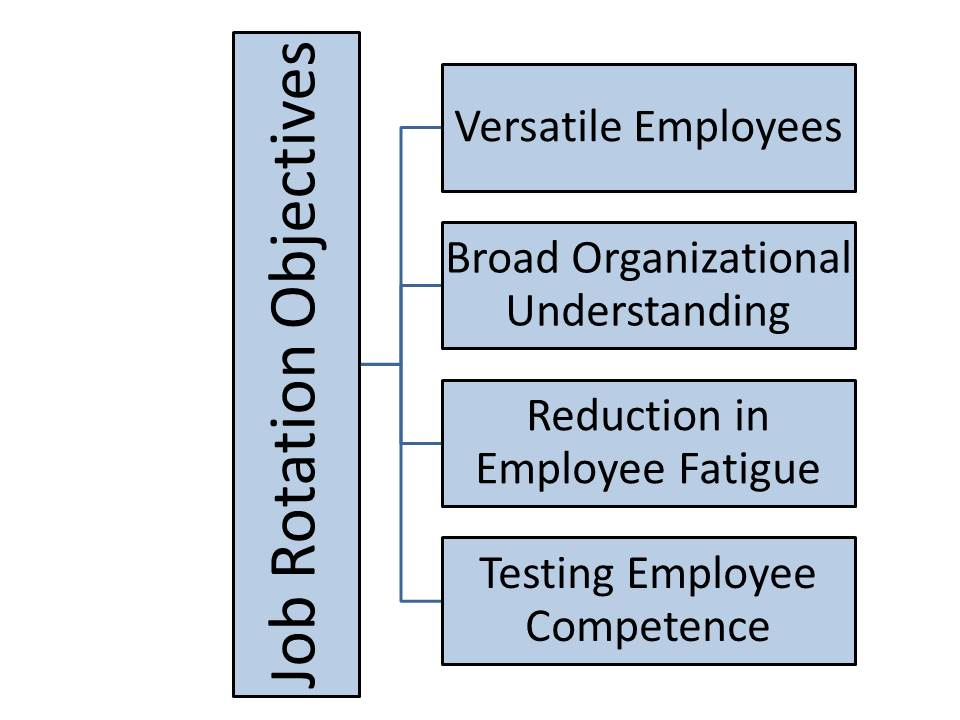
この図は「ジョブ・ローテーションの目的」を表している。

  2. 従業員にビジネスへの幅広い理解を与え、管理職に昇進するためのより良い準備をさせる[1]
2. 雇用主の学習
  1. 異動・転勤により、雇用主は個々の従業員の強みを学ぶことができる
  2. 雇用主は、会社全体で調達できる柔軟で知識豊富な労働力を得ることができる[1]。
3. 従業員のモチベーション
  1. 異動・転勤により飽きを軽減する[1]。
  2. 会社全体についての知識が増やし、昇進の機会を増やす

会社がジョブローテーションのための機会やトレーニングを提供するとともに、ジョブローテーションに参加した従業員は、自分に与えられた1つの職務仕様以上のことを学び、長期的に見て、会社での昇進時の空きポジションや他の会社での空きポジションの場合に利益を得ることができる。従業員のメリットだけでなく、企業にもメリットがある。従業員の大半が、会社が要求する可能性のある職務を多方面でこなすことができるため、企業はより少ない人数を雇用することができ、会社の経費を削減し、現在の従業員により良い給料を与えることができる。
ジョブローテーションは、生産性の向上や、労働者が年間を通じて取得する休暇の削減という点で、企業にとって有益である。従業員の仕事に対するモチベーションは何かという調査が行われ、仕事の安定性は、最も低いモチベーションの一つだった。従業員が求めていたのは、自分の仕事に対する責任感と誇りとの結論に達した。ジョブローテーションは、会社が従業員の満足度を高め、自分の職務に慣れようとし、残業を避けようとする欲求を減らせるかどうかを確かめるために作られた。
従業員は複数の職務をこなし、より大きな価値があることを提示できるため、より多くの従業員が職場でより良いパフォーマンスを発揮できるよう、より高いインセンティブが与えられる。通常、ジョブローテーションのプログラムに参加する従業員は「スキルが高いと認知されており」、昇進する可能性が高いというのが一般的な認識である。
ジョブローテーションは、労働者の健康のために行われることがある。個々の作業や肉体労働のローテーションによって、平均的な労働日のストレスが軽減され、労働者は健康面での不安を感じることなく、厳しい職場環境にもついていくことができる。鉱山から組立ラインまで研究が行われている。
また、ジョブローテーションはワークギャップ（仕事に就いていない期間）が生じた場合のバックアッププランにもなる。

## ジョブ・ローテーションの実践

### インテル
インテルは社内の一時的なポジションを埋める手段として、ジョブローテーションを活用している。インテルは11ヶ月間で、数週間から数年にわたる約1300件の職種の異動・転勤を行った。これらの異動・転勤では人事、マーケティング、財務、製品開発など様々な分野で募集された。これらの人事異動、転勤では、落ち着きのない従業員を支援するとともに、従業員がこれまで知らなかった新しい技術や戦略を学ぶ機会を与えることを目的としている。このようなジョブローテーションを経験した多くの社員は、他分野を見ることで、会社全体への理解を深めることができる。

### ヴァージン・アメリカ
ヴァージン・アメリカは、ヴァージン・オーストラリアとの間で、1年間の社員交換プログラムを実施した。両社間で客室乗務員を交換することで、従業員の間に興奮とエネルギーを生み出すことができた。交換はスキルを持つ従業員の間でのジョブローテーションほど有益ではないが、短期的には顧客サービスや航空会社で働く従業員の全体的な雰囲気に役立つ可能性がある。

### ユニリーバ
ユニリーバは自己成長を目的とした従業員のジョブローテーションを行っている。同社は、社内の人材動員ツールを利用して、従業員が組織内の関連するキャリアの機会にアクセスできるようにし、自発的な離職を減らしている。また、管理職は社内の人材へのアクセスが容易になり、通常の採用コストの数分の1で専門職の欠員を迅速に補充することができた。

## 従業員

### 利点
ジョブローテーションは、毎年同じポジションで働いている従業員の肉体的・精神的ストレスを軽減するために用いられることもある。また、ジョブローテーションは長時間同じ職場で働く従業員が経験する退屈や単調さを軽減する効果があると考えられている。ジョブローテーションは従業員の様々な仕事に対する好みに対応し、従業員の立場をより柔軟にすると同時に、労働者に幅広いスキルを与えてくれる。また1つの分野に特化するのではなく、複数のスキルを身につけることで、雇用の安定にもつながる。緊急時には、ジョブローテーションを行っていた従業員は、他のより専門的な労働者ができないような異常な作業に対処する準備ができる。

### 欠点
ジョブローテーションにはいくつかのマイナス面がある。企業内のいくつかの職種はローテーションの対象とならない可能性がある。企業の中には技術的に専門化されていたり、高度なスキルを持つ労働者を必要とするポジションがあるかもしれない。これらのポジションは、労働者のトレーニングにかかるコストのために、ローテーションの機会のプロフィールに合わない可能性がある。企業が直面するもう1つの問題として、組合員を雇用している場合、標準的な組合の慣習のために人事異動、転勤に抵抗を示す可能性がある。